# Esa hembra es mala
Esa hembra es mala es el tema oficial de la telenovela Teresa (2010) interpretado por la cantautora mexicana Gloria Trevi.
Esta canción es el segundo soundtrack de la cantante, al igual que sencillo de Gloria Trevi, el primero fue Que emane, para Mujeres Asesinas 2.

## Composición
La primera versión de la canción fue escrita por Marcela de la Garza, la canción originalmente estaba dedicada a un hombre, con el título Es malo. Pero después con el talento de composición de Gloria Trevi y el maestro Baltazar Hinojosa, completaron la canción para esta telenovela.

## Listas de éxitos
La canción llegó a los primeros lugares de popularidad en la radio al igual que la telenovela.
- Datos: Q5837419